# گورستان مرکزی بوگوتا
گورستان مرکزی بوگوتا (Cementerio Central de Bogotá) یکی از معروف‌ترین و بزرگ‌ترین گورستان‌های کشور کلمبیا است که در شهر بوگوتا پایتخت این کشور واقع شده‌است. این گورستان در سال ۱۸۳۶ ساخته شد و در سال ۱۹۸۴ یادواره ملی اعلام شد. بسیاری از رئیس‌جمهوران کلمبیا در این گورستان به خاک سپرده شده‌اند.
گنسالو خیمنس د کسادا، بنیان‌گذار بوگوتا و رافائل ریس پریتو، پنجمین رئیس‌جمهور کلمبیا در این مکان دفن شده‌اند.